# Tonari no Seki-kun
Tonari no Seki-kun (となりの関くん?) è un manga scritto e disegnato da Takuma Morishige che, originariamente pubblicato come one-shot, ha iniziato la serializzazione sul Monthly Comic Flapper di Media Factory nel novembre 2010.
Una serie televisiva anime di 21 episodi, prodotta dalla Shin-Ei Animation, è stata trasmessa in Giappone tra il 5 gennaio e il 25 maggio 2014, in Italia in simulcast su Crunchyroll.

## Trama
Rumi Yokoi, alunna delle scuole superiori, viene costantemente distratta dalle lezioni da Toshinari Seki, suo vicino di banco, che per non annoiarsi inventa assurdi e stravaganti giochi riuscendo anche a coinvolgere Yokoi nelle sue fantasie.

## Personaggi

### Protagonisti

Rumi e Seki nell'anime

Rumi Yokoi (横井 るみ?, Yokoi Rumi)
Doppiata da: Kana Hanazawa, interpretata da: Fumika Shimizu
Rumi è la protagonista della serie che narra i giochi ideati da Seki dal proprio punto di vista. Cerca continuamente di prestare attenzione in classe, ma viene quasi sempre distratta dalle buffonate del suo vicino. A volte tenta di far scoprire Seki alla classe, cercando di sabotare i suoi progetti, ma solitamente ne rimane coinvolta e interessata, anche se Seki il più delle volte fraintende questi suoi tentativi.
Toshinari Seki (関 俊成?, Seki Toshinari)
Doppiato da: Hiro Shimono, interpretato da: Yutaro Watanabe
Spesso chiamato per cognome, Seki è il vicino di banco di Rumi. È un personaggio allegro ma misterioso che gioca sempre sulla sua scrivania, la quale delle volte viene sottoposta a delle modifiche decisamente elaborate per essere sfruttata al meglio durante i suoi giochi. Le sue attività infastidiscono Rumi, ma non viene quasi mai colto in flagrante dagli insegnanti. Nel ripiano posto sotto la sua scrivania ha svariati materiali rinchiusi all'interno di alcune scatole, ognuna divisa in base alla stagione, che nonostante la mole di oggetti in esse presenti, riesce a mantenere perfettamente in ordine, sebbene solo lui sia in grado di tenerle in questo modo. Parla raramente, ma a volte viene visto chiacchierare con i suoi amici. Nonostante abbia un comportamento normale nei confronti dei suoi compagni di scuola, a volte viene rappresentato con un lato oscuro e sadico. Anche se mostra queste caratteristiche solamente quando qualcuno rompe o rovina i suoi giochi. È anche un po' superstizioso, come a volte viene mostrato quando svolge alcuni dei suoi progetti più intensi, finendo talvolta per spaventare Rumi per il suo ingegno mischiato al suo comportamento frivolo nei confronti dell'istruzione.

### Altri
Sakurako Gotō (後藤 桜子?, Gotō Sakurako)
Doppiata da: Satomi Satō, interpretata da: Rika Mayama
Una ragazza che siede vicino a Rumi e Seki durante il corso d'arte e diventa amica di Rumi. Presume che Seki e Rumi siano amanti per via del modo in cui i due interagiscono in classe.
Tomoka Hashino (橋野 友香?, Hashino Tomoka)
Doppiata da: Kokoro Kikuchi
Una compagna di classe di Rumi che porta gli occhiali.
Akiyasu Uzawa (宇沢 明康?, Uzawa Akiyasu)
Doppiato: Minoru Shiraishi
Un compagno di classe rilassato che si annoia facilmente e spesso intralcia le attività di Seki.
Takahiro Maeda (前田 高広?, Maeda Takahiro)
Doppiato da: Shigeyuki Susaki
Un compagno di classe che siede direttamente di fronte a Seki. Per via della sua altezza e della corporatura robusta, impedisce involontariamente agli insegnanti di notare le attività di Seki.
Yū Nakama (仲間 由宇?, Nakama Yū)
Doppiata da: Mami Shitara
Una compagna di classe e amica di Rumi.

## Media

### Manga
Pubblicato inizialmente come one-shot su Monthly Comic Flapper il 25 luglio 2010, viene serializzato da novembre 2010 sulla stessa rivista per poi essere raccolto in formato Tankōbon.
Il 7 giugno 2020, l'autore annuncia su Twitter la sua nuova serie seguito di Tonari no Seki-kun pubblicata dal 4 luglio dello stesso anno sempre su Monthly Comic Flapper.
| 1  | 23 aprile 2011              | ISBN 978-4-8401-3791-1                                                      |
| 1  | Capitoli - Capitoli 1-15    |                                                                             |
| 2  | 22 novembre 2011            | ISBN 978-4-8401-4065-2                                                      |
| 2  | Capitoli - Capitoli 16-28   |                                                                             |
| 3  | 23 luglio 2012              | ISBN 978-4-8401-4701-9                                                      |
| 3  | Capitoli - Capitoli 29-42   |                                                                             |
| 4  | 6 aprile 2013               | ISBN 978-4-8401-5046-0                                                      |
| 4  | Capitoli - Capitoli 43-55   |                                                                             |
| 5  | 4 gennaio 2014              | ISBN 978-4-0406-6240-4 (ed. regolare) ISBN 978-4-0406-6143-8 (ed. limitata) |
| 5  | Capitoli - Capitoli 56-68   |                                                                             |
| 6  | 23 luglio 2014              | ISBN 978-4-0406-6819-2                                                      |
| 6  | Capitoli - Capitoli 69-81   |                                                                             |
| 7  | 23 aprile 2015              | ISBN 978-4-0406-7515-2                                                      |
| 7  | Capitoli - Capitoli 82-94   |                                                                             |
| 8  | 22 dicembre 2015            | ISBN 978-4-0406-7865-8                                                      |
| 8  | Capitoli - Capitoli 95-107  |                                                                             |
| 9  | 23 agosto 2016              | ISBN 978-4-0406-8510-6                                                      |
| 9  | Capitoli - Capitoli 108-120 |                                                                             |
| 10 | 23 marzo 2017               | ISBN 978-4-0406-9019-3                                                      |
| 10 | Capitoli - Capitoli 121-129 |                                                                             |

### Anime
La serie animata è disponibile in Italia su Crunchyroll sottotitolata in contemporanea col Giappone. La sigla d'apertura Meiwaku Spectacle (迷惑スペクタクル?)Meiwaku Supekutakuru} è cantata da Kana Hanazawa, anche doppiatrice della protagonista, la stessa sigla è stata adattata in diverse lingue mentre la sigla di chiusura è Set Them Free di Akira Jimbo. In alcuni episodi è possibile sentire Ichirō Mizuki cantare Danran! Robot Kazoku, sigla dedicata alla famiglia robot con cui gioca Seki. La colonna sonora è stata composta da Akifumi Tada.
Un drama CD dell'anime venne pubblicato il 22 gennaio 2014 edito da King Records.
| Nº | Titolo italiano Giapponese 「Kanji」 - Rōmaji | In onda          | In onda |
| Nº | Titolo italiano Giapponese 「Kanji」 - Rōmaji | Giapponese       |         |
| 1  | Domino 「ドミノ」 - Domino | 5 gennaio 2014   |         |
| 1  | Rumi Yokoi osserva il suo vicino di banco, Toshinari Seki, mentre costruisce un elaborato spettacolo di domino usando delle gomme, cercando di fermarlo prima che venga notato dall'insegnante.                                                                                  |                  |         |
| 2  | Shogi 「将棋」 - Shōgi | 12 gennaio 2014  |         |
| 2  | Seki gioca a una versione anormale di shōgi, descrivendo una storia melodrammatica di lealtà e tradimento. Rumi non può fare a meno di prestare attenzione e cerca di intervenire.                                                                                               |                  |         |
| 3  | Pulizia del banco 「机みがき」 - Tsukue-migaki | 19 gennaio 2014  |         |
| 3  | Seki lucida ossessivamente la sua scrivania, ottenendo una lucentezza simile a quella di uno specchio, e cerca altre cose da lucidare da Rumi. |                  |         |
| 4  | Go 「囲碁」 - Igo | 26 gennaio 2014  |         |
| 4  | Dopo aver tirato fuori una serie di pezzi del go, Seki li dispone creando delle immagini che rappresentano un orso e un coniglio in lotta. |                  |         |
| 5  | La gomma-sigillo 「消しゴムはんこ」 - Keshigomu hanko | 2 febbraio 2014  |         |
| 5  | Durante la lezione di scienze, i tentativi di Seki di costruire un timbro hanko, ovvero un sigillo, dalla sua gomma sono ostacolati dal suo compagno di classe disinvolto, Akiyasu Uzawa.                                                                                        |                  |         |
| 6  | Prova di evacuazione 「避難訓練」 - Hinan kunren | 9 febbraio 2014  |         |
| 6  | Mentre partecipa a un'esercitazione di emergenza, Rumi nota che una famiglia di giocattoli robot (che Seki ha portato in classe) sta prendendo l'evento più seriamente del loro proprietario, spingendola ad assumersene la responsabilità nei loro confronti.                   |                  |         |
| 7  | Servizio postale 「手紙まわし」 - Tegami mawashi | 9 febbraio 2014  |         |
| 7  | Seki crea un elaborato sistema simile a quello di un ufficio postale per passare appunti in classe; il lavoro è così ben congegnato che Rumi non riesce a fargli dare la nota.                                                                                                   |                  |         |
| 8  | Shogi 2 「将棋②」 - Shōgi ni | 23 febbraio 2014 |         |
| 8  | Seki crea un'altra storia con lo shōgi, questa volta con protagonista una principessa che sposa un pedone ma viene presto rapita. |                  |         |
| 9  | Lavoro a maglia 「編み物」 - Amimono | 2 marzo 2014     |         |
| 9  | Mentre Seki lavora a maglia in classe, Rumi lo vede come un esperto, ma rimane sorpresa da alcune delle sue mosse e dal prodotto finale. |                  |         |
| 10 | Golf 「ゴルフ」 - Gorufu | 9 marzo 2014     |         |
| 10 | Durante la lezione di arte, Seki gioca a golf in miniatura sulla sua scrivania logora, mentre la compagna di classe di Rumi, Sakurako Gotō, interpreta erroneamente le interazioni tra Rumi e Seki come gesti romantici.                                                         |                  |         |
| 11 | Arrampicata 「登山」 - Tozan | 16 marzo 2014    |         |
| 11 | Rumi guarda con straziante attesa Seki mentre manda un gruppo di orsi in miniatura in una spedizione alpinistica in groppa al loro compagno di classe, Takahiro Maeda. |                  |         |
| 12 | Macchinina radiocomandata 「ラジコン」 - Rajikon | 23 marzo 2014    |         |
| 12 | Seki studia le regole di base della scuola guida, poi svolge un esame scritto auto-creato da lui stesso e poi ne svolge uno pratico sulla sua scrivania con un'auto radiocomandata, prendendo la cosa molto seriamente.                                                          |                  |         |
| 13 | Piscina 「プール」 - Pūru | 30 marzo 2014    |         |
| 13 | Durante le lezioni di sicurezza in acqua, Rumi viene nuovamente coinvolta nella diligenza della famiglia di robot, entrando nel panico quando il robot bambino viene gettato in piscina da Uzawa.                                                                                |                  |         |
| 14 | Pranzo 「お弁当」 - Obentō | 6 aprile 2014    |         |
| 14 | Durante la pausa pranzo, Rumi è un po' disturbata dal modo in cui Seki mangia le salsicce di polpo che ha preparato per il suo pranzo. |                  |         |
| 15 | Sumo di carta 「紙ずもう」 - Kamizumō | 13 aprile 2014   |         |
| 15 | Mentre Rumi è a casa da scuola con il raffreddore, Goto osserva Seki mentre gioca a sumo di carta con un robot avversario, supponendo che abbia litigato con Rumi. |                  |         |
| 16 | Shogi contro scacchi 「将棋vsチェス」 - Shogi tai chesu | 20 aprile 2014   |         |
| 16 | Mentre la classe guarda un video didattico, Seki gioca a "shōgi contro scacchi" al buio, con Rumi desiderosa di aiutare i pezzi dello shōgi mentre lottano contro quelli degli scacchi neri nascosti nell'oscurità.                                                              |                  |         |
| 17 | Fukuwarai 「福笑い」 - Fukuwarai | 27 aprile 2014   |         |
| 17 | Seki indossa una benda e gioca a fukuwarai, che presto si evolve in una storia contorta sulla vita familiare. |                  |         |
| 18 | Magia 「手品」 - Tejina | 4 maggio 2014    |         |
| 18 | Con le loro scrivanie accostate per condividere un foglio, Rumi tenta di ignorare Seki mentre esegue alcuni trucchi con le carte, sperando di suscitare una reazione da parte sua.                                                                                               |                  |         |
| 19 | Occhiali 「眼鏡」 - Megane | 11 maggio 2014   |         |
| 19 | Seki porta varie paia di occhiali per scegliere quale gli sta meglio. |                  |         |
| 20 | Flip-book 「パラパラ漫画」 - Parapara manga | 18 maggio 2014   |         |
| 20 | Seki disegna un fumetto flip-book nel suo libro di testo, su cui registra anche gli effetti sonori, lasciando Rumi curiosa del risultato finale. |                  |         |
| 21 | Ispezione personale 「持ち物検査」 - Mochimono kensa | 25 maggio 2014   |         |
| 21 | Rumi apprende di una futura ispezione a sorpresa di oggetti personali, credendo che sia l'occasione perfetta per Seki di essere beccato. Tuttavia, si preoccupa per la famiglia di robot, specialmente quando Seki sembra non fare alcun tentativo di nasconderli correttamente. |                  |         |

Un OAV è stato pubblicato in allegato all'edizione limitata del quinto volume del manga. Nell'edizione DVD pubblicata il 28 maggio 2014 in Giappone sono inclusi due episodi extra.
| Nº        | Titolo italiano (traduzione letterale) Giapponese 「Kanji」 - Rōmaji | Prima edizione | Prima edizione |
| Nº        | Titolo italiano (traduzione letterale) Giapponese 「Kanji」 - Rōmaji | Giapponese     |                |
| OAV       | Bōtaoshi 「棒倒し」 - BōtaoshiGatti 「猫」 - Neko | 4 gennaio 2014 |                |
| OAV       | Seki improvvisa una partita a "rubabandiera" sulla sua scrivania, facendo di tutto per raccogliere quanta più sabbia possibile da un mucchio senza far cadere la bandiera in cima. Più tardi, Seki porta a scuola un paio di gatti, suscitando la gelosia di Rumi mentre tiene per sé la loro dolcezza. |                |                |
| Special 1 | Gita scolastica nel bosco 「林間学校」 - Rinkan gakkō | 28 maggio 2014 |                |
| Special 1 | Durante un'escursione, il gruppo di Rumi si imbatte in vari cartelli relativi a una ricerca medievale, i quali vennero lasciati da Seki quando era più piccolo, ma adesso si rivelano imbarazzanti per lui.                                                                                             |                |                |
| Special 2 | Giocando con la neve 「雪あそび」 - Yuki asobi | 28 maggio 2014 |                |
| Special 2 | In una giornata nevosa, Seki crea un coniglio delle nevi e lo infila nel mezzo di uno stagno ghiacciato con l'intenzione di affondarlo, spingendo Rumi a cercare di proteggerlo da lui. |                |                |

### Dorama
Il manga è stato adattato in un dorama live action trasmesso su MBS e TBS dal 27 luglio 2015 in 8 episodi insieme a un altro dorama col titolo Tonari no Seki-kun to Rumi-chan no Jishō (となりの関くんとるみちゃんの事象?).

## Accoglienza
A luglio 2014, il manga ha venduto più di tre milioni di copie. Nel 2012 la serie è stata nominata al quinto Manga Taishō e nel 2016 al premio YALSA.
Rebecca Silverman di Anime News Network ha assegnato al primo volume del manga un voto complessivo di C+. A Karen Mead di Japanator è piaciuto il fatto che nell'anime erano stati messi in risalto i progetti di Seki piuttosto che degli altri personaggi, e che mentre la serie poteva funzionare come cortometraggio da tre o quattro minuti, mentre questa è stata allungata a otto minuti con le sigle d'apertura e chiusura, dando così un'opportunità di creare atmosfera e tensione. Richard Eisenbeis di Kotaku ha definito "l'anime più semplice, ma forse il più divertente della stagione".